# Субсидия

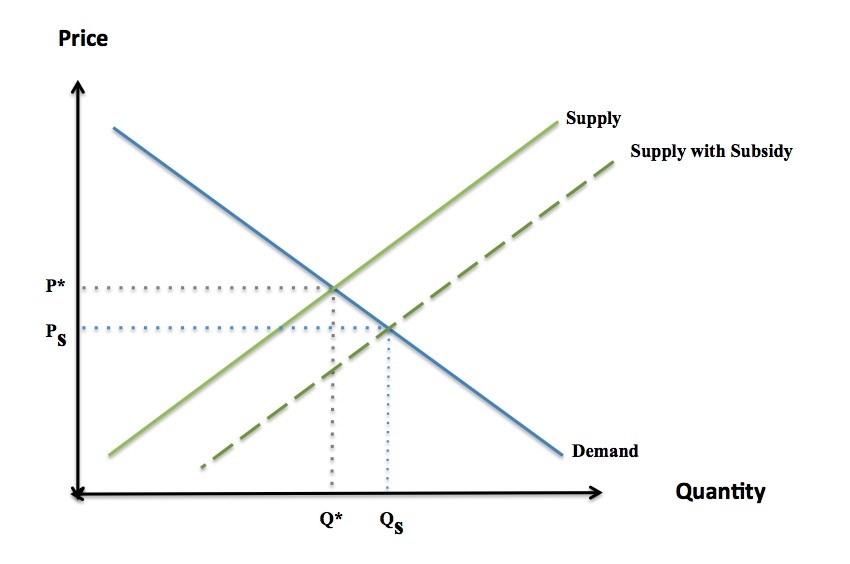
Экономический эффект

Экономический эффект

Субси́дия (от лат. subsidium — помощь, поддержка) — выплаты, предоставляемые за счёт государственного или местного бюджета, а также выплаты из специальных фондов для юридических и физических лиц, местных органов власти, других государств.

## Определение
В соответствии с Бюджетным кодексом РФ следует различать два вида субсидий:
- субсидия — межбюджетный трансферт, предоставляемый в целях софинансирования расходных обязательств
- субсидия — денежные средства, предоставляемые из бюджетов и/или внебюджетных фондов в счет юридических лиц (кроме «государственных» учреждений) и физических лиц

Основные свойства субсидии:
- безвозмездная передача средств (возможен возврат средств)
- целевой характер
- софинансирование (на условиях долевого финансирования)

Прямые субсидии используются для финансирования фундаментальных научных исследований и опытно-конструкторских работ (гранты), внедрения в производство новой техники и переподготовки кадров. С одной стороны, субсидии могут поощрять развитие перспективных отраслей, с другой — поддерживать нерентабельные, но стратегически важные предприятия (со всеми последствиями вмешательства государства в рыночную экономику). Сельскохозяйственное производство же дотируется через компенсационные выплаты.
Косвенное субсидирование осуществляется средствами налоговой и денежно-кредитной политики. Государство применяет льготное налогообложение прибыли корпораций, практикует возврат прямых налогов и таможенных пошлин, государственное гарантирование и страхование депозитов, экспортных кредитов, предоставляет частным объединениям кредиты на льготных условиях.
Совокупность субсидий из бюджета города бюджетам муниципальных образований образует фонд софинансирования.
Субсидия — помощь потребителю продукции, то есть субъекту, не имеющему достаточно средств для самофинансирования.